# Бруно Карвальйо
Бруно Карвальйо (порт. Bruno Carvalho, нар. 26 березня 1974, Ріо-де-Жанейро) — бразильський футболіст, що грав на позиції захисника.
Виступав, зокрема, за клуби «Васко да Гама» та «Фламенго», а також національну збірну Бразилії.

## Клубна кар'єра
Народився 26 березня 1974 року в місті Ріо-де-Жанейро. Вихованець футбольної школи клубу «Васко да Гама». Дорослу футбольну кар'єру розпочав 1993 року в основній команді того ж клубу, в якій провів три сезони, взявши участь у 24 матчах чемпіонату. З «Васко» двічі виграв чемпіонат штату Ріо-де-Жанейро, Ліга Каріока, в 1993 і 1994 роках.
У 1996—1997 роках виступав за «Ботафогу», з яким виграв чемпіонат штату у 1997 році. У 1997—1998 роках виступав за «Баїю», з якою теж виграв чемпіонат штату, Лігу Баїяно, після чого пограв недовго за клуби «Флуміненсе» та «Португеза Деспортос».
1999 року став гравцем «Фламенго». Відіграв за команду з Ріо-де-Жанейро наступні три сезони своєї ігрової кар'єри і здобув за цей час, окрім трьох чемпіонств штату, ще Кубок Меркосур та  Кубок чемпіонів Бразилії.
Протягом 2003 року Бруно Карвальйо виступав у Європі, граючи за шотландський «Лівінгстон» та шведський «Юргорден», «Кашіас», після чого повернувся на батьківщину і грав за нижчолігові бразильські клуби «Наутіко Капібарібе», «Гама», «Ріо-Кларо» та «Санта-Круз» (Ресіфі).
Завершив професійну ігрову кар'єру у клубі «Америка» (Ріо-де-Жанейро), за який виступав протягом 2007—2008 років.

## Виступи за збірні
Залучався до складу молодіжної збірної Бразилії, з якою став переможцем молодіжного чемпіонату Південної Америки 1992 року в Колумбії та молодіжного чемпіонату світу 1993 року в Австралії.
29 березня 1995 року дебютував в офіційних матчах у складі національної збірної Бразилії в товариській грі проти Гондурасу (1:0). Протягом року провів у її формі 4 матчі, останній — 27 вересня 1995 року проти Румунії (2:0).

## Титули і досягнення
- Чемпіон Південної Америки (U-20): 1992
- Чемпіон світу (U-20): 1993
- Переможець Ліги Каріока (6):

«Васко да Гама»: 1993, 1994
«Ботафогу»: 1997
«Фламенго»: 1999, 2000, 2001
- Переможець Ліги Баїяно (1):

«Баїя»: 1998
- Володар Кубка Меркосур (1):

«Фламенго»: 1999
- Володар Кубка чемпіонів Бразилії (1):

«Фламенго»: 2001